# Palazzo Scagliosi Beccaria Scarenzio
Il palazzo Scagliosi Beccaria Scarenzio è un palazzo di Pavia, in Lombardia.

## Storia
L’edificio sorse nel XVIII secolo sopra abitazioni di età medievale e romana, dato che il palazzo si affaccia lungo Strada Nuova, l'antico cardine della città in età classica. Nel Settecento fu di proprietà della famiglia aristocratica dei Beccaria che, dopo la soppressione dell’ordine dei Crocigeri, riuscirono ad allargare il complesso inglobando il settecentesco palazzo dei religiosi. Nell’Ottocento l’edificio fu acquistato prima dagli Scarenzio, tra i cui membri vi fu Angelo Scarenzio (1831- 1904), medico e accademico italiano, poi dagli Anelli ed attualmente dai Pozzi.

## Descrizione
La costruzione è impostata a due piani fuori terra, con l’interposto mezzanino, presenta nella facciata un grande portale in stile barocchetto e, nell’angolo tra via Cardano e Strada Nuova, l’elegante balcone angolare, a pianta mistilinea, retto da grandi mensoloni in granito e con leggera balaustra in ferro battuto. Il cortile, con lato di controfacciata porticato, a tra fornici retti da colonne in granito, e con sulla sinistra una facciata finta, cioè dipinta, imitante, per dare maggiore spazio all’ambiente, quella sulla destra.

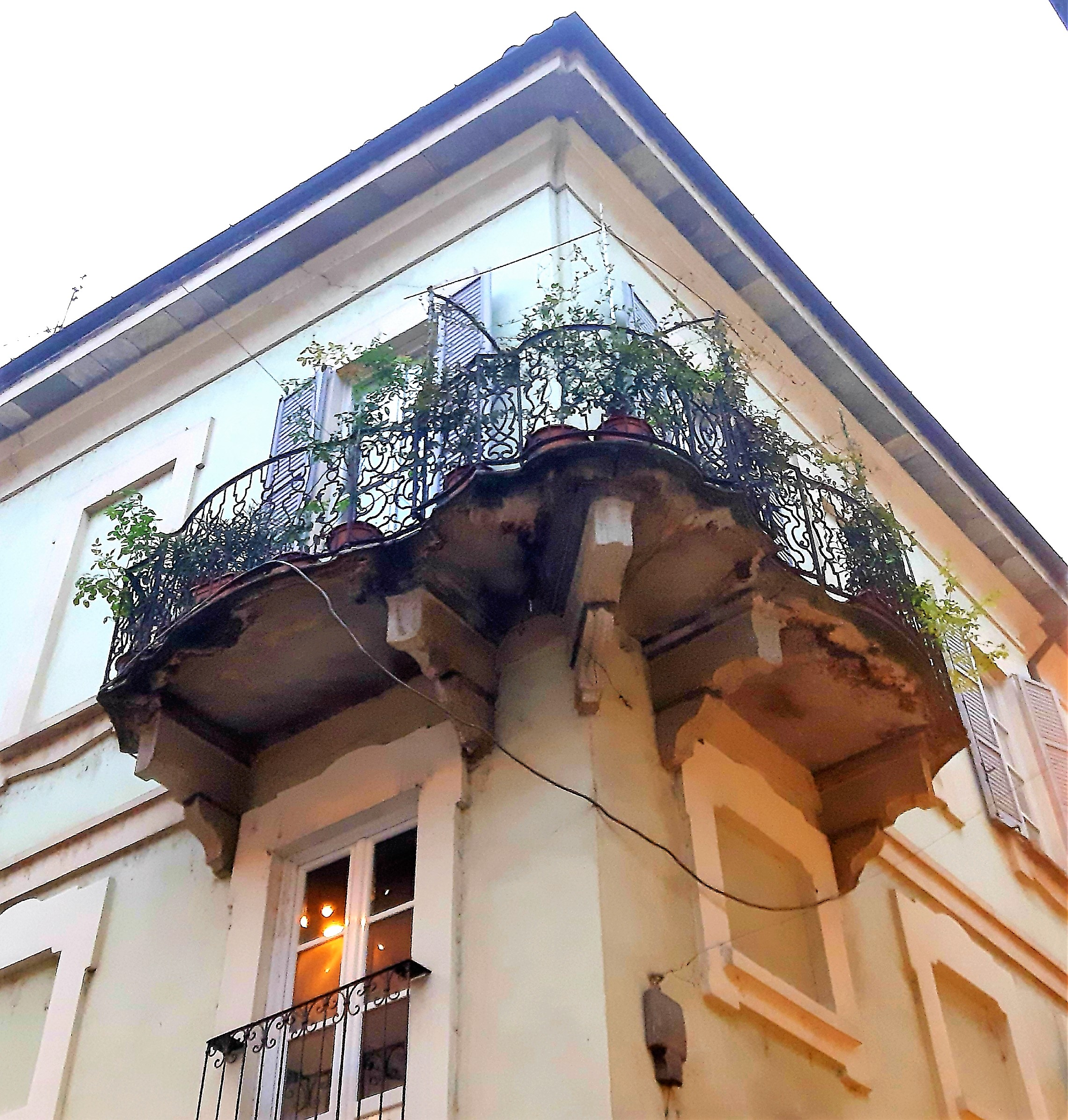
La balconata angolare
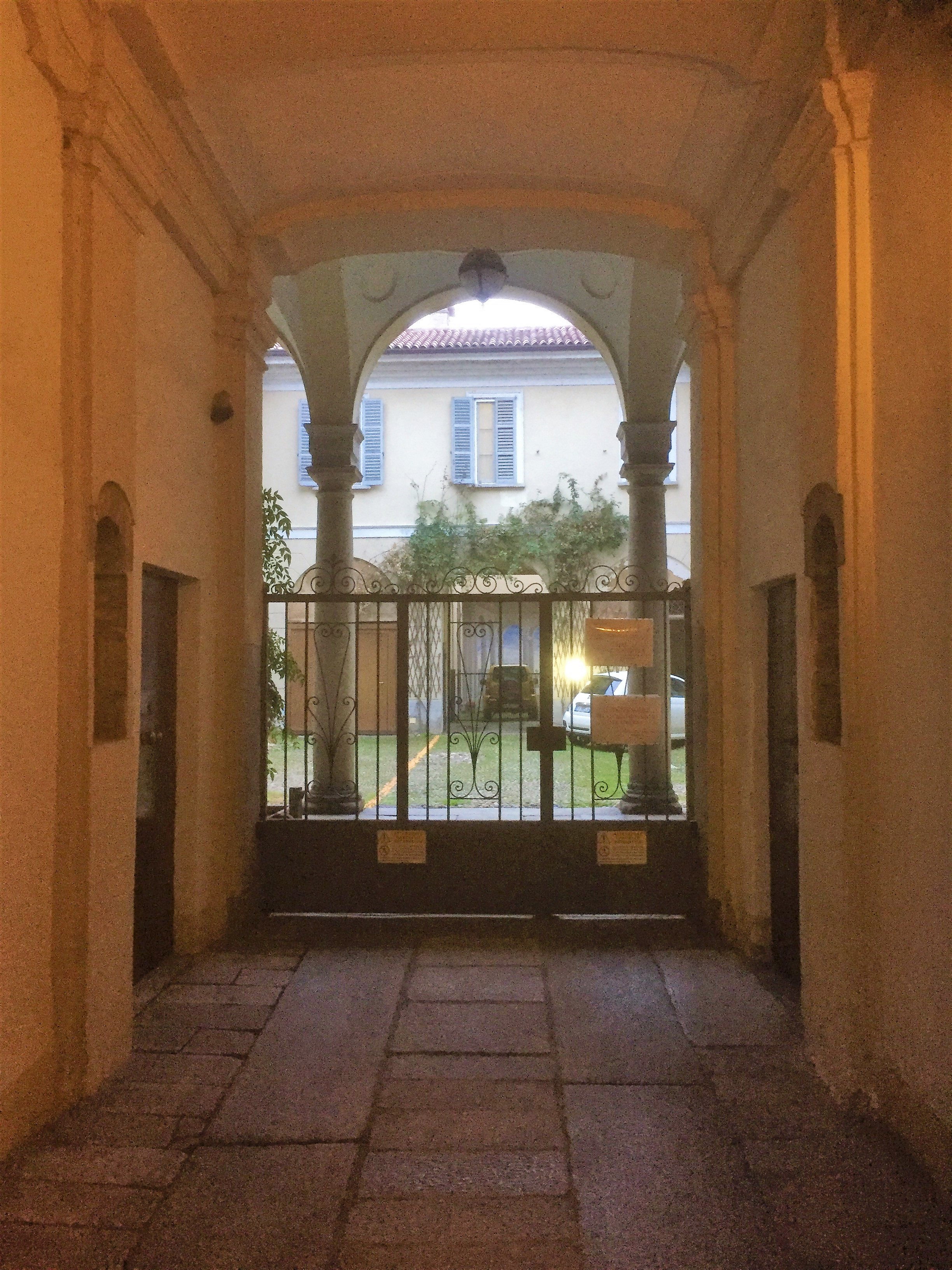
L'ingresso
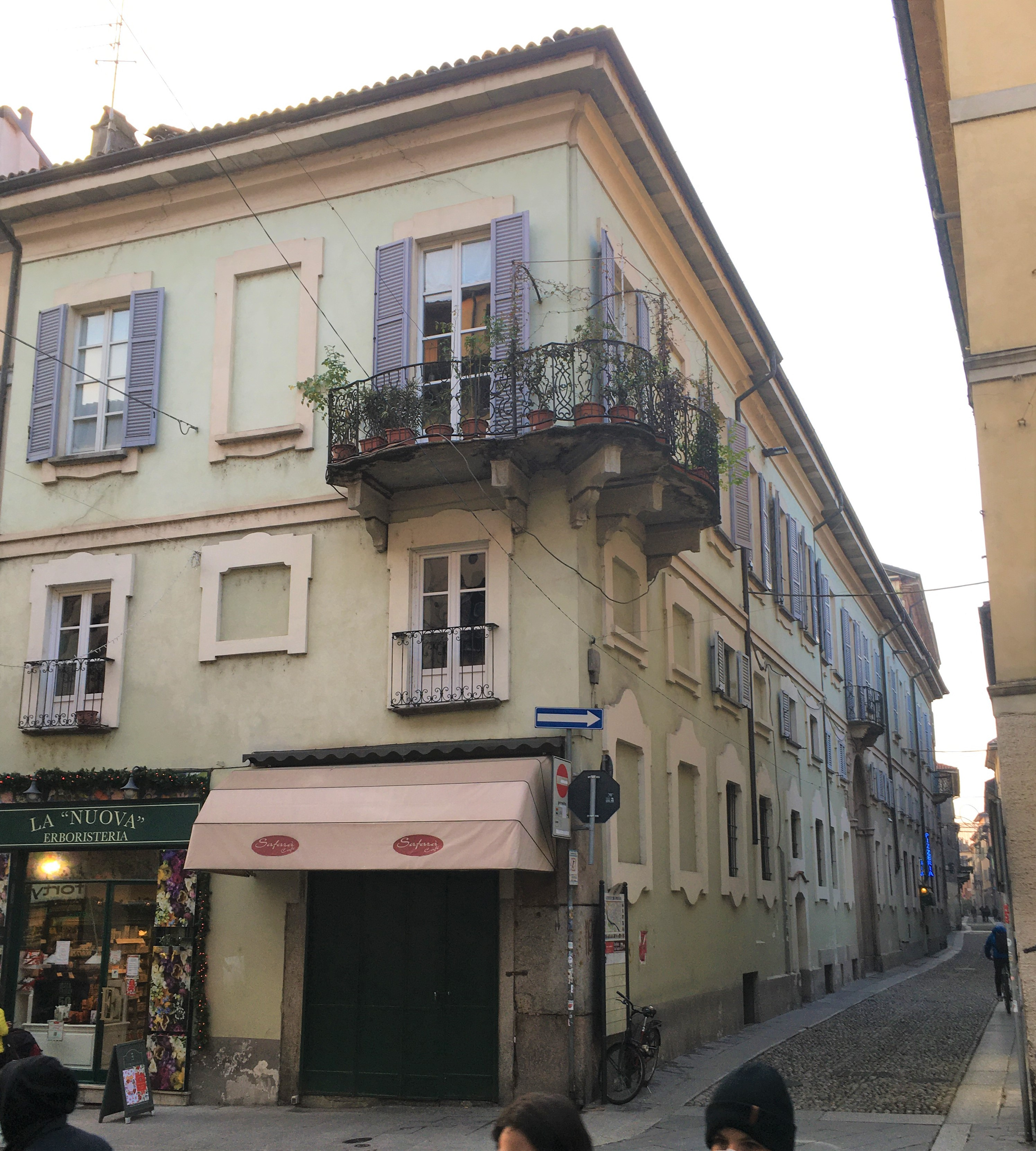
Il palazzo visto da Strada Nuova